# AT&T SportsNet Rocky Mountain
 (septembre 2021).
Si vous disposez d'ouvrages ou d'articles de référence ou si vous connaissez des sites web de qualité traitant du thème abordé ici, merci de compléter l'article en donnant les références utiles à sa vérifiabilité et en les liant à la section « Notes et références ».
AT&T SportsNet Rocky Mountain est une chaîne de télévision sportive régionale américaine appartenant à AT&T SportsNet qui diffuse des événements sportifs dans les États du Colorado, Utah, Wyoming, Montana, le Sud de l'Idaho, le Nord du Nouveau-Mexique, l'ouest du Kansas, l'Ouest du Nebraska, l'Ouest du Dakota du Sud, et le Nord-Est du Nevada.
La chaîne est affilié avec Fox Sports Net afin de sécuriser les ententes de diffusion avec les équipes et les conférences collégiales.

## Programmation
La chaîne diffuse les matchs des équipes professionnelles suivantes :
- Rockies du Colorado (MLB)

ainsi que la couverture des sports collégiaux suivants :
- Big 12 Conference
- Big Sky Conference
- Western Athletic Conference
- Conference USA
- Mountain West Conference

Les matchs des Nuggets de Denver et de l'Avalanche du Colorado sont passés en 2004 à la chaîne Altitude Sports and Entertainment (en), lancée par le propriétaire des deux équipes.